# Orchis à fleurs peu nombreuses
Orchis pauciflora
Espèce
Statut de conservation UICN

 LC  : Préoccupation mineure
L'Orchis à fleurs peu nombreuses (Orchis pauciflora) est une espèce d'orchidées de l'aire méditerranéenne.